# Ульрих, Гуго
Гуго Ульрих (нем. Hugo Ulrich; 26 ноября 1827, Оппельн — 23 мая 1872, Берлин) — немецкий композитор, пианист.

## Биография
Сын учителя гимназии, который был пианистом-любителем и дал первые уроки музыки своему сыну. Затем учился в Бреслау у Иоганна Теодора Мозевиуса и Морица Брозига, а по окончании гимназического курса отправился в Берлин, где по рекомендации Мозевиуса пытался стать учеником Адольфа Бернхарда Маркса, но не преуспел (поскольку гонорары Маркса оказались для него слишком высоки), а вместо этого на протяжении двух лет брал уроки теории и композиции у Зигфрида Дена, которому посвящён первый нумерованный опус Ульриха, фортепианное трио. Крупный успех принесла Ульриху Триумфальная симфония Op. 9 (1853), выигравшая приз Бельгийской королевской академии и исполненная впервые 24 сентября того же года в Брюсселе. В 1855 г. совершил продолжительную поездку по Италии, где работал на оперой «Бертран де Борн» (так и оставшейся незавершённой), затем вернулся в Германию и в 1859—1863 гг. преподавал в Консерватории Штерна, где среди его учеников был Гётц, Герман. Педагогическая карьера, однако, не устраивала Ульриха, а его композиторская деятельность перестала быть успешной, и в поздние годы он занимался преимущественно салонными фортепианными композициями и разнообразными переложениями (версии для фортепиано в четыре руки многих концертов и сонат Вольфганга Амадея Моцарта, Людвига ван Бетховена и др.).